# Jeffrey Veregge
Jeffrey Veregge (Kingston, Washington, 1974 - 12 d'abril de 2024) fou un artista i escriptor natiu estatunidenc principalment conegut pel seu treball a les portades dels còmics de Marvel i IDW. Es referia a ell mateix com a #NDNGeek en moltes de les seves aportacions al món literari i com a escriptor. Era membre de la tribu Port Gamble S'Klallam, a prop de Kingston, Washington.

## Carrera
Va deixar de banda els somnis que tenia de seguir una carrera com a dibuixant de còmics després de trobar feina com a dissenyador en una agència creativa, però després de buscar tractament per a la depressió i l'ansietat, amb les quals va lluitar durant molt de temps, Veregge va començar a reconsiderar la seva carrera professional.
| «                 | (anglès) I said, you know what? I need to start making art for me. I don’t care if it sells, I don’t care if it does great. I just know that I want to make it. | (català) Vaig dir, saps què? He de començar a fer art per a mi. No m'importa si ven, no m'importa si va molt bé. Només sé que vull fer-ho. | » |
| — Jeffrey Veregge | | |   |

Veregge es va dedicar a l'art de la seva joventut, combinant l'art en línia Salish, una forma d'art nativa que es troba habitualment al nord-oest del Pacífic, amb els herois de còmics amb els quals va créixer.
Per a sorpresa de Veregge, la seva imaginativa interpretació nativa d'herois clàssics de còmics com Batman i Spider-Man va començar a tenir repercussió. Va destacar a principis de la dècada de 2010 per les seves portades variants per als còmics d'IDW de G.I. Joe i Transformers.
No va passar gaire temps fins que Marvel es va assabentar del treball de Veregge. Quan el gegant dels còmics va començar converses per reviure Red Wolf, el primer personatge natiu del còmic de Marvel, es van dirigir a Veregge perque aportés una portada per a un dels números, i a més el va contractar com a consultor del projecte per tal d'assegurar-se que els personatges i els problemes natius es retratessin amb precisió.
El seu treball es va exposar al National Museum of the American Indian George Gustav Heye Center de Nova York entre 2018 i 2020.

## Vida personal
L'artista va ser diagnosticat per primera vegada de lupus eritematós sistèmic el 2021 i va lluitar-hi durant 1025 dies, dels quals va estar a l'hospital 925. Va morir repentinament d'un infart de miocardi. El van sobreviure la seva esposa Christina Veregge i els seus tres fills.